# Tiriba-fura-mata
A tiriba-fura-mata (Pyrrhura melanura) é uma espécie de ave da família Psittacidae.
Pode ser encontrada nos seguintes países: Brasil, Colômbia, Equador, Peru e Venezuela.
Os seus habitats naturais são: florestas subtropicais ou tropicais húmidas de baixa altitude e regiões subtropicais ou tropicais húmidas de alta altitude.